# 義联集團
義联集團是台灣一個企業集團，創辦人為林義守，目前分為生產、教育、醫療、休閒與地產事業四大事業體，旗下有燁輝企業、燁聯鋼鐵、燁興企業、燁茂實業、啟揚新興建材、燁輝中國、聯眾不鏽鋼廠、義守大學、義大國際高中、義大醫療財團法人、義大遊樂世界、義大世界購物廣場、義大天悅飯店、義大皇家酒店、義大客運、泛喬公司、義大開發、義大遊覽車公司等。

## 歷史
- 林義守於1978年創立了第一家公司：燁興企業，之後陸續成立了其他重工業的鋼鐵公司。
- 1985年5月，中華民國教育部核准設校高雄工學院，校址位於高雄縣大樹鄉觀音山。
- 1986年3月，原國喬企業股份有限公司更名為燁輝企業股份有限公司。
- 1986年3月，燁輝第一期建廠工程開始施工。
- 1988年5月，燁聯鋼鐵股份有限公司成立。
- 1988年5月，燁茂實業股份有限公司設立。
- 1988年5月，燁興企業上市。
- 1989年5月，聯統鋼鐵股份有限公司成立。
- 1991年5月，聯統鋼鐵股份有限公司更名為聯綱重工股份有限公司。
- 1992年1月，燁隆集團成立。
- 1995年5月，燁輝上市。
- 1997年5月，教育部核准高雄工學院改制為「義守大學」。
- 1998年5月，山海觀建設股份有限公司設立。
- 2000年2月，集團更名為燁聯集團。
- 2000年7月，行政院衛生署同意「慈恩醫院」更名為義大醫療財團法人義大醫院。
- 2000年9月，山海觀建設股份有限公司名稱變更為泛喬股份有限公司。
- 2001年5月，中國常熟啟揚新興建材有限公司正式動土開工。
- 2001年12月，中國聯眾(廣州)不銹鋼有限公司核准設立。
- 2003年5月，集團更名為義联集團（在臺灣，「联」為「聯」的俗寫字），「燁聯集團」仍留作燁聯鋼鐵為首的子集團名稱。
- 2004年5月，義大國際中小學核准立案。
- 2004年5月，義大醫療財團法人義大醫院正式營運。
- 2005年2月，聯眾煉鋼廠開始興建。
- 2005年11月，義大開發股份有限公司設立。
- 2006年10月，常熟新瑞科技材料有限公司更名為燁輝(中國)科技材料有限公司。
- 2008年4月，義大皇家酒店股份有限公司設立。
- 2012年3月27日，與日本JFE鋼鐵株式會社就「可行性研究」的實施簽署意向書。雙方將就粗鋼年產量350萬公噸高爐廠，將攜手開發越南煉鋼廠，預計在2016年投入生產。[3]
- 2012年12月13日，以新台幣1.3億元買下中華職棒興農牛隊，並更名為義大犀牛隊。[4]
- 2012年12月31日，義大遊覽車股份有限公司正式營運。
- 2015年9月，義大醫療財團法人義大癌治療醫院正式營運。
- 2016年10月，義大醫療財團法人義大大昌醫院正式營運。
- 2016年10月24日，以新台幣3億元把中華職棒義大犀牛隊轉售給富邦金控[5]。
- 2018年10月19日，義大醫療財團法人附設義大貝思諾產後護理之家正式營運。
- 2021年3月20日，義享天地A館-義享時尚廣場正式營運。
- 2021年3月28日，高雄萬豪酒店正式營運。
- 2022年5月10日，新展工程與管理顧問股份有限公司正式營運。

## 關係企業
生產事業體
- 燁興企業股份有限公司
- 燁輝企業股份有限公司
- 燁茂實業股份有限公司
- 燁聯鋼鐵股份有限公司
- 燁輝（中國）科技材料有限公司
- 常熟啟揚新興建材有限公司
- 聯眾（廣州）不銹鋼有限公司
- 福建聯德企業股份有限公司
- 福建聯維物流有限公司

醫療事業體
- 義大醫療財團法人義大醫院
- 義大醫療財團法人義大癌治療醫院
- 義大醫療財團法人義大大昌醫院
- 義大醫療財團法人屏東義大醫院（籌備中）
- 義大醫療財團法人附設義大護理之家
- 義大醫療財團法人附設義大產後護理之家
- 義大醫療財團法人附設義大貝思諾產後護理之家
- 義大醫療財團法人附設義大居家護理所

教育事業體
- 義守大學
- 高雄市私立義大國際高級中學

科技業
- 億威電子

地產及休閒事業體
- 義大開發股份有限公司
  - 義大遊樂世界
  - 義大世界購物廣場
- 義享時尚廣場
- 泛喬股份有限公司
- 新泉營造股份有限公司
- 鼎固營造股份有限公司
- 義大天悅飯店
- 義大皇家酒店
- 高雄萬豪酒店-朕豪大酒店股份有限公司

交通服務事業體
- 義大汽車客運股份有限公司
- 義大遊覽車股份有限公司

保全事業體
- 正新保全股份有限公司

其他
- 雲義科技股份有限公司
- 新展工程與管理顧問股份有限公司

## 外部連結
- 義联集團 （页面存档备份，存于）
- 義大世界 （页面存档备份，存于）
- 義大世界購物廣場 （页面存档备份，存于）
- 義大皇家酒店 （页面存档备份，存于）
- 義大天悅飯店 （页面存档备份，存于）
- 義大客運 （页面存档备份，存于）
- 義大遊覽車 （页面存档备份，存于）
- 義大遊樂世界
- 義守大學 （页面存档备份，存于）
- 義大國際高級中學 （页面存档备份，存于）
- 新展工程與管理顧問股份有限公司（页面存档备份，存于）